# Hjärtsäcksinflammation
Hjärtsäcksinflammation eller perikardit är en inflammation i hjärtsäcken. Hjärtsäcken, eller perikard, omsluter hjärtat och består av två skikt, ett inre och ett yttre. En hjärtsäcksinflammation innebär att en större mängd vätska än normalt ansamlas mellan hjärtsäckens inre och yttre skikt (normalt 5–30 ml). Detta leder till att hjärtat får svårare att pumpa runt blodet och blodcirkulationen påverkas negativt.
Hjärtsäcksinflammation kan delas upp i akut eller kronisk perikardit. Den första formen är övergående (några dagar eller veckor) medan den andra är långvarig (månader eller år). Symptom på perikardit är ofta lokaliserad bröstsmärta som kan förvärras vid djupandning eller ansträngning. Vid så kallad torr perikardit (utan vätskeutgjutning) hörs ett karakteristiskt lägesvarierat gnidningsljud vid auskultation med stetoskop, medan gnidningsljudet saknas vid så kallad exsudativ perikardit (med vätskeutgjutning).

## Orsaker till perikardit
- efter hjärtinfarkt
- infektion (viral eller bakteriell)
- vara autoimmunt betingad vid reumatiska sjukdomar
- njursvikt
- cancer
- läkemedel
- medicinskt trauma
- idiopatisk

## Diagnostik
- Med ekokardiografi kan man se om det finns vätska i hjärtsäcken (så kallad exudat).
- Generella ST-höjningar på EKG

Om det i hjärtsäcken finns så mycket vätska att den hindrar fyllnaden av hjärtats kammare (hjärttamponad) kan man märka bland annat halsvenstas (svullna vener), ortopné (svårigheter att andas i liggande ställning) och pulsus paradoxus (svagare puls vid inandning).  

## Behandling
Prognosen är god och behandlingen är ofta symtomatisk. Vid påverkan på hjärtmuskeln är ett motionsförbud nödvändigt tills denna är normaliserad, annars kan inflammationen övergå till myokardit (hjärtmuskelinflammation) som är ett betydligt allvarligare tillstånd.